# Дeva
Дeva (Deva), születési nevén Takács Dorina magyar zenész, énekesnő, 2022-ben az Európai Unió Music Moves Europe-díjának egyik díjazottja.

## Élete és pályafutása
Takács Dorina népdalok inspirálta elektronikus zenét ír és ad elő, gyerekkorában néptáncolt és kórusban énekelt, zenei általános iskolába járt. Középiskolásként az elektronikus zene, techno és ambient érdekelte, de saját bevallása szerint hiányolta belőlük a mély érzéseket. Olyan előadók és személyiségek voltak hatással a zenei világára mint az alt-J, Nils Frahm, a Weval, Four Tet, a Tame Impala, és Kodály Zoltán. 2016-ban ismerte meg Zságer Balázst (Žagar), és először adminisztratív feladatokat kezdett ellátni a Žagar együttesnél, majd amikor Zságer megalapította a Move Gently Records kiadót, Takács is hozzá került. Dalait saját házi stúdiójában készíti.
Az Eötvös Loránd Tudományegyetemen zenekultúrát és vallástudományt hallgat, de zenei karrierje miatt halasztott.
Művésznevének korábban a Veda szót szerette volna, de úgy érezte, nem akar olyan művésznevet, aminek a „tudás” a jelentése, így a deva változat felé fordult, amiről később megtudta, hogy több nyelven többféle jelentése is lehet.
Első nagylemeze Csillag címmel 2022. január 20-án jelent meg, melyről a Recorder magazin kritikusa úgy vélekedett: „Takács Dorina egyszerűen nagyon szépen énekel, gyakran több szólamban, kórusszerűen. […] a korábbi számainak egyértelműbb slágerességét bátran elhagyva itt egész lemezen keresztül épít egy ívet, hatásos, de nem kidekázott dramaturgiával.”

## Diszkográfia
Nagylemezek
- Csillag (2022)[8][14]
- Avar (2025)[15][16]

## Díjai és elismerései
- Petőfi Zenei Díj 2022, az év női előadója[17][18]
- Music Moves Europe Awards 2022[6]